# Catcliffe
Catcliffe – wieś w Anglii, w hrabstwie ceremonialnym South Yorkshire, w dystrykcie metropolitalnym Rotherham. Leży 7 km na wschód od miasta Sheffield i 226 km na północ od Londynu. W 2001 miejscowość liczyła 1766 mieszkańców.